# ور-له-شارتر
وئر لاس چرترس (به فرانسوی: Ver-lès-Chartres) یک کمون در فرانسه است که در Canton of Chartres-Sud-Ouest واقع شده‌است.

## خصوصیات
وئر لاس چرترس ۹٫۴۶ کیلومترمربع مساحت و ۷۸۳ نفر جمعیت دارد و ۱۳۵ متر بالاتر از سطح دریا واقع شده‌است.